# Ula Tirso
Ula Tirso är en ort och kommun i provinsen Oristano i regionen Sardinien i Italien. Kommunen hade 564 invånare (2017).